# تاداشي كانيكو
تاداشي كانيكو (باليابانية: 兼子正؛ بالكانا: かねこ ただし) هو عسكري ياباني، ولد في 1912 في طوكيو في اليابان، وتوفي في 14 نوفمبر 1942 في جزر سليمان.